# Ramon de Fitero
|  | Per a altres significats, vegeu «Sant Ramon (desambiguació)». |

Ramon de Fitero o Ramon de Calatrava (Tarassona, Sent Gaudenç o Barcelona, s. XII - Ciruelos, 1163) va ser un monjo i abat, fundador de l'Orde de Calatrava. És venerat com a sant per l'Església catòlica.

## Biografia
No se sap on va néixer: se'n disputen el bressol Sent Gaudenç (comtat de Tolosa), Tarassona (Aragó) i Barcelona. Es deia Ramon Sierra i devia haver nascut cap al començament del segle xii. Amades diu que la tradició catalana el feia barceloní, de la noble família dels Serra. De jove va manifestar vocació religiosa i va fer-se canonge regular de la catedral de Tarassona, que havia estat reconquerida als musulmans en 1120.
Va entrar en l'Orde del Cister a l'abadia d'Escaladieu (Gascunya), d'on va ésser enviat el 1140 a Castella com a prior del nou monestir de Niencebas (Alfaro, Rioja), fundat en unes terres donades per Alfons VII de Castella. En morir l'abat Durand, Ramon el succeí com a abat. El monestir fou traslladat a Castejón i, finalment, el 1152, establert en un lloc anomenat Fitero (o Castellón de Fitero), a la frontera entre la Rioja i Navarra, on s'edificà el monestir de Santa María la Real de Fitero.
En 1158, en morir Alfons VII, in 1158, Ramon anà a Toledo perquè el nou rei Sanç III de Castella confirmés els privilegis del monestir. A Toledo, s'assabentà, pel seu company el frare Diego Velázquez, que es preparava una gran campanya contra els musulamns i que Sanç oferia la ciutat de Qal'at Rabah (actual Calatrava la Vieja) a qui se'n fes càrrec de la defensa. Entre la sorpresa i les bromes dels nobles, Ramon de Fitero, assessorat pel Velázquez, que havia estat prèviament soldat, va acceptar el repte i, com que no van oferir-se més alternatives, el rei va complir la seva paraula, lliurant Calatrava als monjos de Fitero.
Ells, per la seva banda, van formar en poc temps un exèrcit de més de 20.000 monjos-soldat reclutats al Regne d'Aragó: es tractava de fer servir els germans laics de l'abadia per a formar l'exèrcit; com a "soldats de Crist" els laics podrien ésser cavallers encara que no vinguessin de famílies nobles, la qual cosa era un incentiu important. L'exèrcit, organitzat per Diego Velázquez, va presentar batalla a la rodalia de Calatrava, però els musulmans van declinar d'enfrontar-se amb unes forces tan grans i van retirar-se cap al sud.
Com a conseqüència de l'èxit, Ramon va convertir les forces en un orde militar, organitzat segons el model cistercenc, a la que donà el nom d'Orde de Calatrava i n'establí la seu a Calatrava.
Al final de la seva vida, es retirà a Ciruelos, prop d'Ocaña, on morí el 1163.